# Vùng áp thấp Iceland

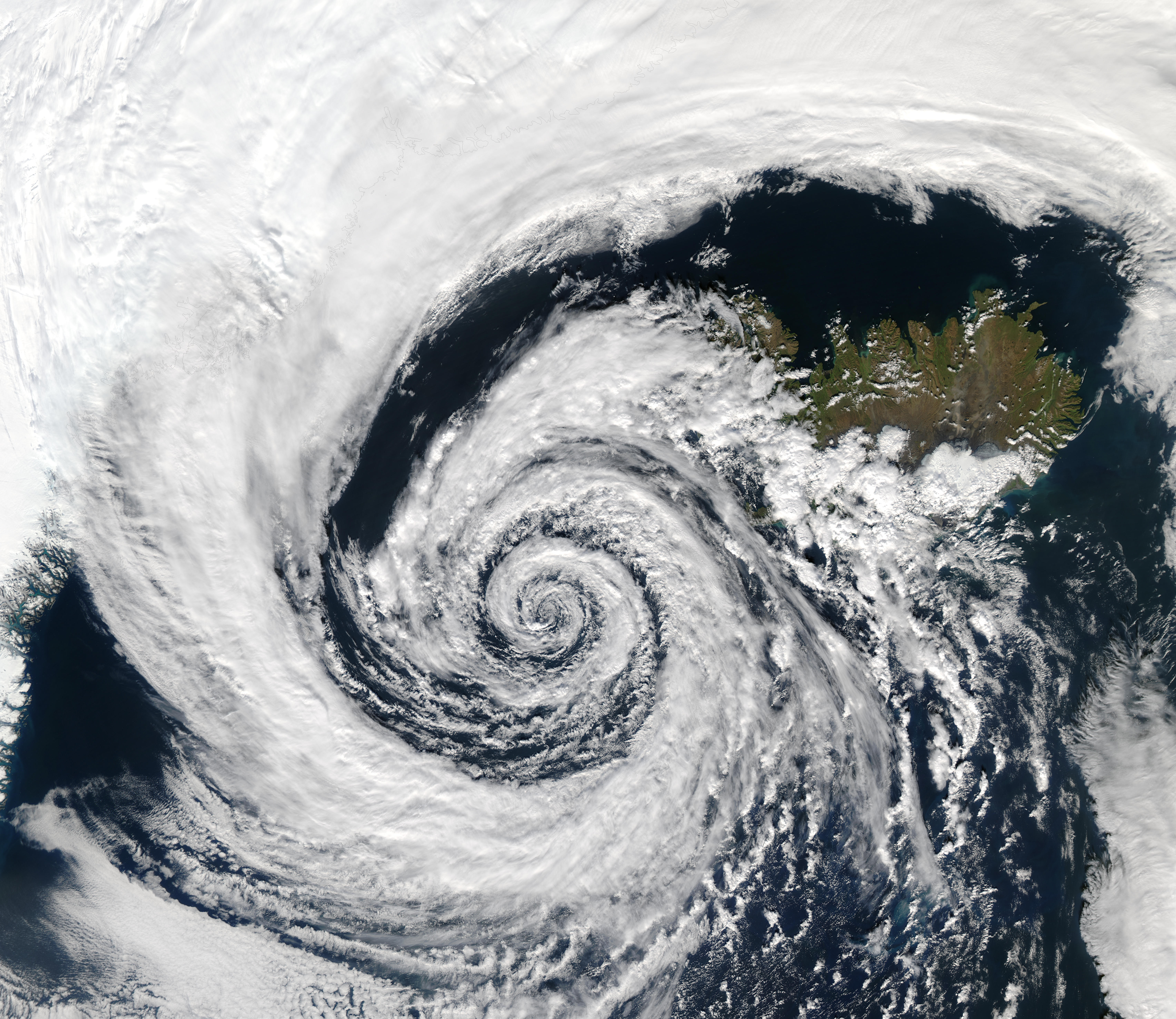
Một xoáy thuận Iceland ngày 4-9-2003.

Vùng áp thấp Iceland là trung tâm bán vĩnh cửu của khu vực áp thấp tìm thấy giữa Iceland và miền nam Greenland và về mùa đông của Bắc bán cầu nó trải rộng tới khu vực biển Barents. Về mùa hè nó bị suy yếu đi và chia ra thành 2 trung tâm, một gần eo biển Davis và một gần miền tây Iceland. Nó là trung tâm chính của các hoạt động lưu thông khí quyển tại Bắc bán cầu, gắn liền với các hoạt động xoáy thuận xảy ra thường xuyên. Nó tạo thành một cực của dao động Bắc Đại Tây Dương, cực kia là vùng áp cao Açores.